# Eleições municipais no Rio Grande do Sul em 2008
As Eleições Municipais no Rio Grande do Sul de 2008 foram as eleições municipais do Rio Grande do Sul realizadas no dia 5 de outubro de 2008. Veja os resultados das principais cidades:
| Número de Prefeituras por Partido |
| --------------------------------- |
| PP 147                            |
| PMDB 141                          |
| PDT 63                            |
| PT 61                             |
| PSDB 19                           |
| DEM 13                            |
| PSB 12                            |
| PPS 4                             |
| PR 1                              |
| PHS 1                             |

## Alvorada
| Candidatos        | Votos (1.º turno)                                                         | %     |
| ----------------- | ------------------------------------------------------------------------- | ----- |
| Brum (PTB)        | style="background: #bfd; text-align: center;" class="table-yes2" \|60.200 | 59,46 |
| Stela Farias (PT) | 38.329                                                                    | 37,86 |

## Bento Gonçalves
| Candidatos       | Votos (1.º turno) | %     |
| ---------------- | ----------------- | ----- |
| Lunelli (PT)     | 38.148            | 62,51 |
| Gabrielli (PMDB) | 22.877            | 37,49 |

## Bagé
| Candidatos         | Votos (1.º turno) | %     |
| ------------------ | ----------------- | ----- |
| Dudu (PT)          | 35.747            | 54,18 |
| Fernandinho (PMDB) | 23.273            | 35,27 |

## Camaquã
| Candidatos         | Votos (1.º turno) | %     |
| ------------------ | ----------------- | ----- |
| Molon (PMDB)       | 18.939            | 49,34 |
| Hermes Rocha (PDT) | 17.399            | 45,33 |

## Campo Bom
| Candidatos    | Votos (1.º turno) | %     |
| ------------- | ----------------- | ----- |
| Faisal (PMDB) | 23.577            | 60,57 |
| Vicente (PSB) | 14.712            | 37,80 |

## Canoas
| Candidatos                | Votos (2.º turno) | %     |
| ------------------------- | ----------------- | ----- |
| Jairo Jorge (PT) - eleito | 98.736            | 52,63 |
| Jurandir Maciel (PTB)     | 88.851            | 47,37 |

## Caxias do Sul
| Candidatos              | Votos (1.º turno) | %     |
| ----------------------- | ----------------- | ----- |
| José Ivo Sartori (PMDB) | 134.320           | 54,35 |
| Pepe Vargas (PT)        | 112.818           | 45,65 |

## Erechim
| Candidatos                | Votos (1.º turno) | %     |
| ------------------------- | ----------------- | ----- |
| Paulo Pólis (PT)          | 22.863            | 40,30 |
| Luiz Antonio Tirelo (PTB) | 20.380            | 35,92 |

## Esteio
| Candidatos      | Votos (1.º turno) | %     |
| --------------- | ----------------- | ----- |
| Gilmar (PT)     | 22.610            | 46,92 |
| Vanderlan (PSB) | 16.806            | 34,87 |

## Farroupilha
| Candidatos            | Votos (1.º turno) | %     |
| --------------------- | ----------------- | ----- |
| Barreta (PMDB)        | 18.942            | 47,79 |
| Paulo Dalsochio (PDT) | 11.757            | 29,66 |

## Garibaldi
| Candidatos           | Votos (1.º turno) | %     |
| -------------------- | ----------------- | ----- |
| Cirano Cisiloto (PT) | 7.261             | 38,13 |
| Carlos Manica (PP)   | 6.701             | 35,19 |

## Horizontina
| Candidatos         | Votos (1.º turno) | %     |
| ------------------ | ----------------- | ----- |
| Irineu Colato (PP) | 4.359             | 35,20 |
| Buda (PPS)         | 4.057             | 32,77 |

## Ijuí
| Candidatos    | Votos (1.º turno) | %     |
| ------------- | ----------------- | ----- |
| Ballin (PDT)  | 21.451            | 45,47 |
| Piaia (PCdoB) | 19.389            | 41,10 |

## Lajeado
| Candidatos         | Votos (1.º turno) | %     |
| ------------------ | ----------------- | ----- |
| Carmen Regina (PP) | 20.205            | 50,47 |
| Schmidt (PT)       | 19.832            | 49,53 |

## Montenegro
| Candidatos                        | Votos (1.º turno) | %     |
| --------------------------------- | ----------------- | ----- |
| Percival Sousa de Oliveira (PMDB) | 14.640            | 43,53 |
| Paulo Azeredo (PDT)               | 14.102            | 41,93 |

## Nova Santa Rita
| Candidatos           | Votos (1.º turno) | %     |
| -------------------- | ----------------- | ----- |
| Chico Brandão (PP)   | 3.800             | 31,85 |
| Amilton Amorim (PTB) | 3.381             | 28,34 |

## Novo Hamburgo
| Candidatos               | Votos (1.º turno) | %     |
| ------------------------ | ----------------- | ----- |
| Tarcísio Zimmermann (PT) | 70.442            | 51,31 |
| Jair Foscarini (PMDB)    | 57.921            | 42,19 |

## Porto Alegre
| Candidatos                       | Votos (2.º turno) | %     |
| -------------------------------- | ----------------- | ----- |
| José Fogaça (PMDB)               | 470.696           | 58,95 |
| Maria do Rosário (política) (PT) | 327.799           | 41,05 |

## Pelotas
| Candidatos                     | Votos (2.º turno) | %     |
| ------------------------------ | ----------------- | ----- |
| Adolfo Antônio Fetter Jr. (PP) | 109.011           | 56,72 |
| Fernando Marroni (PT)          | 83.193            | 43,28 |

## Passo Fundo
| Candidatos                | Votos (1.º turno) | %     |
| ------------------------- | ----------------- | ----- |
| Airton Langaro Dipp (PDT) | 63.305            | 59,78 |
| Luciano (PPS)             | 40.139            | 37,90 |

## Rio Grande
| Candidatos          | Votos (1.º turno) | %     |
| ------------------- | ----------------- | ----- |
| Fábio Branco (PMDB) | 60.471            | 53,56 |
| Dirceu Lopes (PT)   | 46.274            | 40,99 |

## Santa Rosa
| Candidatos            | Votos (1.º turno) | %     |
| --------------------- | ----------------- | ----- |
| Orlando Desconsi (PT) | 17.230            | 41,58 |
| Neusa Kempfer (PMDB)  | 12.327            | 29,75 |

## São Leopoldo
| Candidatos            | Votos (1.º turno) | %     |
| --------------------- | ----------------- | ----- |
| Ary José Vanazzi (PT) | 89.158            | 77,40 |
| Dr. Moacir (PSDB)     | 26.037            | 22,60 |

## Santa Maria
| Candidatos            | Votos (1.º turno) | %     |
| --------------------- | ----------------- | ----- |
| Cezar Schirmer (PMDB) | 80.989            | 53,98 |
| Paulo Pimenta (PT)    | 58.700            | 39,12 |

## Santo Ângelo
| Candidatos             | Votos (1.º turno) | %     |
| ---------------------- | ----------------- | ----- |
| Eduardo Loureiro (PDT) | 29.170            | 63,11 |
| Alberto Wachter (PP)   | 17.050            | 36,89 |

## Uruguaiana
| Candidatos               | Votos (1.º turno) | %     |
| ------------------------ | ----------------- | ----- |
| Sanchotene Felice (PSDB) | 43.141            | 61,71 |
| Bonotto (PMDB)           | 17.339            | 24,80 |